# Daniel Cabré
Daniel Cabré es un deportista español que compite en vela en la clase Europe. Ganó dos medallas en el Campeonato Mundial de Europe, plata en 2022 y bronce en 2023.

## Palmarés internacional
| Campeonato Mundial | Campeonato Mundial     | Campeonato Mundial | Campeonato Mundial |
| Año                | Lugar                  | Medalla            | Clase              |
| ------------------ | ---------------------- | ------------------ | ------------------ |
| 2022               | Douarnenez (Francia)   | Medalla de plata   | Europe             |
| 2023               | Vallensbæk (Dinamarca) | Medalla de bronce  | Europe             |